# Леськив, Василий Иванович
Василий Иванович Леськив (укр. Василь Іванович Леськів; 20 декабря 1969, Львов, Украинская ССР, СССР) — советский и украинский футболист, полузащитник.

## Карьера
Воспитанник львовской ДЮСШ-4. Первый тренер - Игорь Евстафьевич Кульчицкий.
После трех сезонов в «Торпедо» (Луцк) и одного года в «Подолье» (Хмельницкий) полузащитник перешёл в стан львовских «Карпат» в 1989 году. Вместе со львовской командой Лескив выиграл золотые медали второй советской лиги 1991 и сыграл в первых чемпионатах независимой Украины. В 1993 году перешёл в израильский клуб «Маккаби» (Петах-Тиква).
С 1995 до 2001 года провел 6 сезонов за ФК «Львов» в первой лиге — он сразу стал игроком основного состава и регулярно пробивал пенальти. Стал лучшим бомбардиром команды в первенстве 1998/99, забив 12 голов. Разделяет с Богданом Бандурой звание самого результативного футболиста «мещан» в первенствах Украины — по 36 мячей. Всего в чемпионатах Украины Василий Леськив сыграл за «Львов» 217 поединков и стал вторым после Тараса Павлиша игроком, сыгравшим больше всего матчей команды в истории.
С 2005 по 2008 тренировал любительскую команду «Пустомити». Сейчас работает главным тренером ДЮСШ «Карпат».